# Дуброва (Вагайский район)
Дуброва — упразднённая деревня в Вагайском районе Тюменской области России. Входила в состав Шишкинского сельского поселения. В 2004 году исключена из учётных данных, в связи с прекращением существования.

## География
Деревня находилась в восточной части Тюменской области, в пределах подтаёжно-лесостепного района лесостепной зоны, на левобережье реки Ашлык, на расстоянии примерно 1,5 километра (по прямой) к юго-западу от села Шишкина.

## История
До 1917 года входила в состав Ашлыкской волости Тобольского уезда Тобольской губернии. По данным на 1926 год состояла из 24 хозяйств. В административном отношении входила в состав Ашлыкского сельсовета Черноковского района Тобольского округа Уральской области.

## Население
| 1989 | 2002 |
| ---- | ---- |
| 3    | ↘0   |

По данным переписи 1926 года в деревне проживало 121 человек (56 мужчин и 65 женщин), в том числе: русские составляли 100 % населения.